# Station Kłobuck
Station Kłobuck is een spoorwegstation in de Poolse plaats Kłobuck.